# مريديث ميلر
مريديث ميلر (بالإنجليزية: Meredith Miller)‏ هي دراجة أمريكية، ولدت في 26 ديسمبر 1973 في روكفورد في الولايات المتحدة.

## وصلات خارجية
- مريديث ميلر على موقع الاتحاد الدولي للدراجات (الإنجليزية)
- مريديث ميلر على موقع أرشيف الدراجات (الإنجليزية)
- مريديث ميلر على موقع إحصائيات الدراجات الإحترافية (الإنجليزية)
- مريديث ميلر على موقع نسبة الدراجات (الإنجليزية)